# Нагрудный знак подводника
Нагрудный знак подводника (нем. U-Boot-Kriegsabzeichen) — немецкая военная награда, которая впервые вручалась императором Вильгельмом II 1 февраля 1918 года. 13 октября 1939 года он вновь был введён главнокомандующим ВМС нацистской Германии Эрихом Редером. Дизайн разработан Паулем Касбергом.

## Описание
На знаке изображена подводная лодка в овальном лавровом венке. Размер знака 48х38,5 миллиметров.
В версии 1918 года над лавровым венком находится имперская корона образца 1871 года, в версии 1939 года — имперский орёл со свастикой. Кроме того, на знаке версии 1918 года форштевень лодки направлен вправо, в отличие от направленного влево на версии 1942 года.
С 1942 года знак изготавливался из золотистого цинка, также крайне редко встречаются экземпляры из посеребренного цинка. Кроме того, существовала и тканая версия знака из золочёной нити или жёлтого шёлка.

## Награждение
В Первой мировой войне знаком были награждены все, кто участвовал в трёх боевых походах на борту подводной лодки. Во второй мировой войне было достаточно участия в двух боевых походах, то есть участия в двух атаках на суда противника. Некоторые отдельные подводники, например Рольф Томсен, были награждены уже после первого похода.
Фактически знак имел всего одну степень. Однако, в конце 1942 года была введена особая версия знака, Нагрудный знак подводника с бриллиантами. Знак остался прежним, но был выполнен из серебра, а несколько увеличенная свастика была украшена девятью мелкими бриллиантами. Эта награда относится скорее к личному знаку отличия командующим подводным флотом кригсмарине, а не к государственной награде. Всего было произведено 29 награждений, как правило — одновременно с вручением Дубовых листьев к Рыцарскому кресту. При этом существует легенда о тридцатом награждении, когда Герман Геринг вручил Дёницу собственный знак Пилот-наблюдатель в золоте и бриллиантах, по-видимому в порыве дружеских чувств (это правдивая часть легенды), а Дёниц в ответ на это вручил Герингу знак подводника с бриллиантами. Однако ответное награждение документально не подтверждено: имеются лишь свидетельства свиты рейхсмаршала.
Обе степени носились на кителе слева в районе нагрудного кармана ниже Железного креста 1-го класса.
Являлся одним из самых массовых знаков кригсмарине. Правом награждения (исключая высшую степень знака) обладали командиры флотилий и соединений.
В 1944 году в качестве более высокой степени награды был учреждён Нагрудный знак подводника-фронтовика, выдававшийся за большое количество боевых походов или за демонстрацию личной доблести в боевой обстановке. Эта награда существовала в трёх степенях, но высшая никогда не вручалась.

## Кавалеры Нагрудного знака подводника с бриллиантами
1. Бранди, Альбрехт
2. Блайхродт, Генрих
3. Бюлов, Отто фон
4. Вольфарт, Герберт — 20 декабря 1939
5. Гуггенбергер, Фридрих
6. Гизе, Роберт
7. Дёниц, Карл
8. Зурен, Райнхард — 31 декабря 1941
9. Кречмер, Отто
10. Ланге, Ганс-Гюнтер
11. Лассен, Георг
12. Леманн-Вилленброк, Генрих
13. Либе, Генрих
14. Лют, Вольфганг
15. Мор, Йохан
16. Мютцельбург, Рольф
17. Мертен, Карл-Фридрих — 30 января 1943
18. Топп, Эрих — 11 апреля 1942
19. Томсен, Рольф
20. Хардеген, Рейнхард — 7 мая 1942
21. Хартманн, Вернер
22. Хенке, Вернер
23. Шепке, Йоахим
24. Шнее, Адальберт
25. Шольтц, Клаус
26. Шютце, Виктор
27. Шульце, Герберт — 15 июля 1941
28. Эммерман, Карл — 1 октября 1943
29. Эндрас, Энгельберт — 18 июля 1941